# Sturmschwalben
Die Sturmschwalben (Oceanitidae) sind eine auf allen Weltmeeren weit verbreitete Familie der Röhrennasen (Procellariiformes). Zur Familie gehören zehn Arten in fünf Gattungen.

## Merkmale
Sturmschwalben sind relativ kleine Meeresvögel, manche Arten werden nicht größer als eine Schwalbe. Sie sind in der Regel dunkelbraun oder grau gefärbt, mit weißen Stellen im Gesicht, auf Brust und Bauch, Bürzel und den Unterseiten der Flügel. Die Flügel sind lang und schmal, aber kürzer als die Flügel der Wellenläufer (Hydrobatidae). Der Kopf ist klein mit einem steilen Profil. Der Hals ist kurz und dick. Der Schnabel ist relativ kurz und schlank. Er trägt an der Spitze einen Haken. Die röhrenförmigen Nasen münden in einer einzigen Öffnung. Die Beine sind länger als die der Nördlichen Sturmschwalben. Die drei nach vorn gerichteten Zehen sind durch Schwimmhäute miteinander verbunden. Die Geschlechter unterscheiden sich kaum.

## Verbreitung und Lebensraum
Sturmschwalben kommen auf dem Pazifik von den Küsten der Antarktis bis knapp nördlich des Äquators, auf dem gesamten Indischen Ozean mit Ausnahme der Andamanensee und auf dem Atlantik von der Antarktisküste nördlich etwa bis zu einer Linie vor die von der Bretagne bis zum Südosten von Labrador reicht. Die größte Artenvielfalt findet sich im Südpolarmeer. Während manche Arten außerhalb der Brutzeit riesige Aktionsräume haben, beschränken sich ihre Brutgebiete meist auf wenige Felseninseln. Diese liegen zumeist auf subantarktischen Inseln. Zum Beispiel brütet die Buntfuß-Sturmschwalbe nur auf einigen subantarktischen Inseln sowie auf dem Festland der Antarktis, überfliegt aber außerhalb der Brutzeit alle Ozeane und kann nordwärts bis vor die Küsten Kanadas und Frankreichs vordringen. Es gibt jedoch auch Arten, die in äquatorialen Regionen brüten, in einem Fall sogar auf der Nordhalbkugel (Fregattensturmschwalbe auf den Kapverdischen Inseln und den Kanaren).

## Lebensweise
Die Kenntnisse der Lebensweise der Sturmschwalben gründen sich fast ausschließlich auf Beobachtungen in ihren Brutkolonien. Da sich Sturmschwalben außerhalb der Brutzeit auf dem offenen Meer verstreuen, ist sehr wenig über ihre Aktivität in diesen Lebensphasen bekannt. Obwohl sie schwimmen können, nutzen sie diese Fähigkeit selten und halten sich die meiste Zeit ihres Lebens in der Luft auf. Typisch ist der unregelmäßige und flatternde Flug dicht über der Meeresoberfläche. Die Vögel ernähren sich von Zooplankton, kleinen Fischen, Krebstieren und Kopffüßern, die sie mit ihren kurzen Schnäbeln im Fluge dicht unter der Wasseroberfläche erbeuten. Möglicherweise werden hierdurch potenzielle Beutetiere angezogen oder aufgeschreckt, so dass sie für die Sturmschwalben leichter zu entdecken sind.
Sturmschwalben sind monogam und bilden oft feste Paare, die sich jährlich am Brutplatz wieder treffen. Die Vögel nisten an felsigen Küsten und auf Inseln in Höhlen und Erdlöchern. Das Weibchen legt ein einziges, sehr großes, weißes Ei, dessen Gewicht 20 bis 30 % ihres Körpergewichts beträgt. Beide Partner brüten zu gleichen Teilen. Die Brutbiologie der Wellenläufer ist viel besser bekannt. Man nimmt jedoch an, dass die Brutbiologie der Sturmschwalben sehr ähnlich ist.

## Systematik
Sturmschwalben werden als Familie den Röhrennasen zugeordnet, zu denen außerdem noch Albatrosse, Sturmvögel und Wellenläufer zählen. Früher galten sie als Unterfamilie einer Sturmschwalbenfamilie die auch die Wellenläufer einbezog und den wissenschaftlichen Namen Hydrobatidae trug. DNA-Analysen führten jedoch zu dem Ergebnis, dass die Sturmschwalben kein einheitliches Taxon bilden. Nur die beiden Unterfamilien sind monophyletisch, die Sturmschwalben als Ganzes jedoch paraphyletisch. Beide Unterfamilie wurden daraufhin getrennt und die Sturmschwalben bekamen die wissenschaftliche Bezeichnung Oceanitidae während die Bezeichnung Hydrobatidae den Wellenläufern zugeordnet wurde.

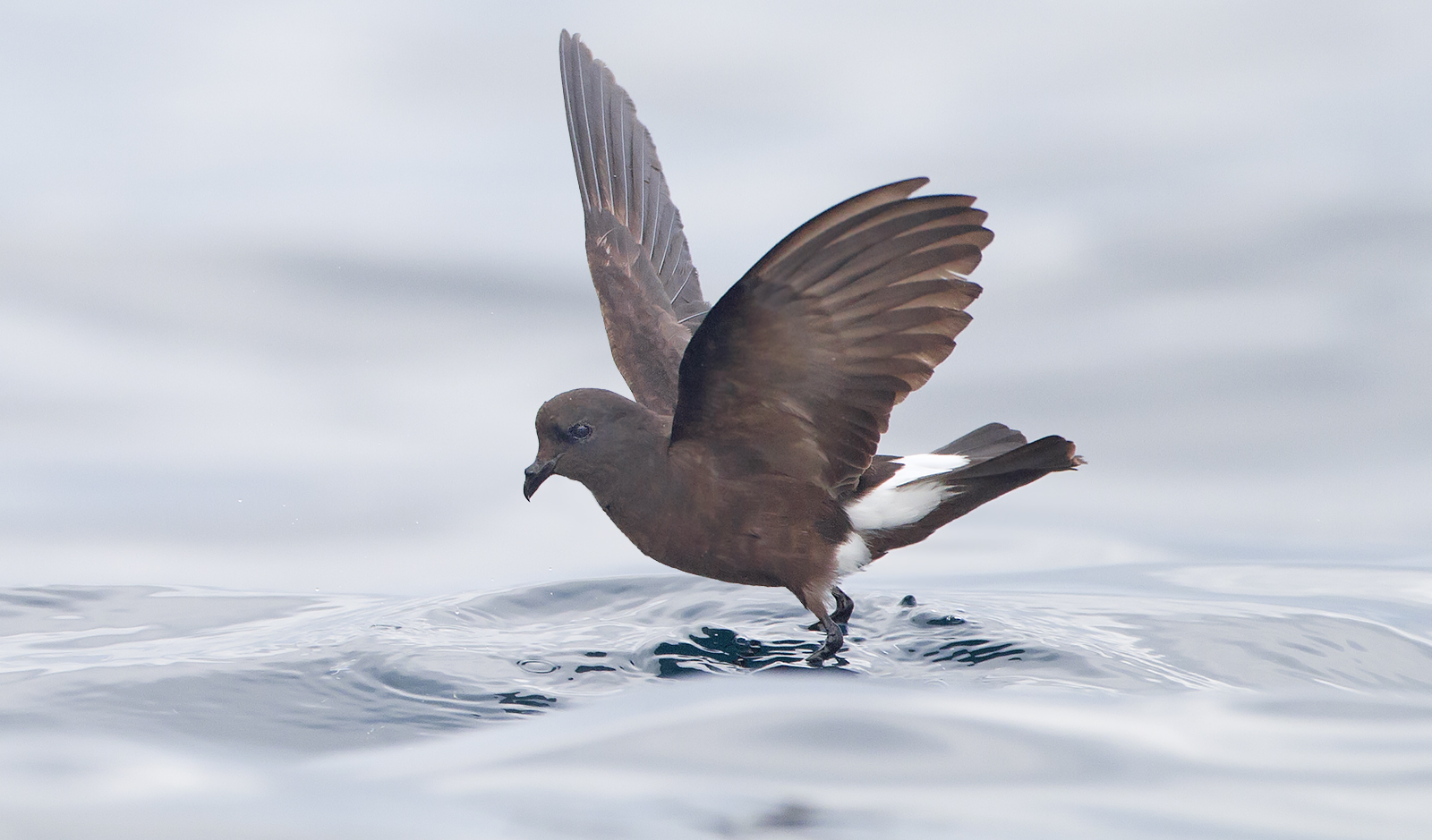
Buntfuß-Sturmschwalbe, O. oceanicus

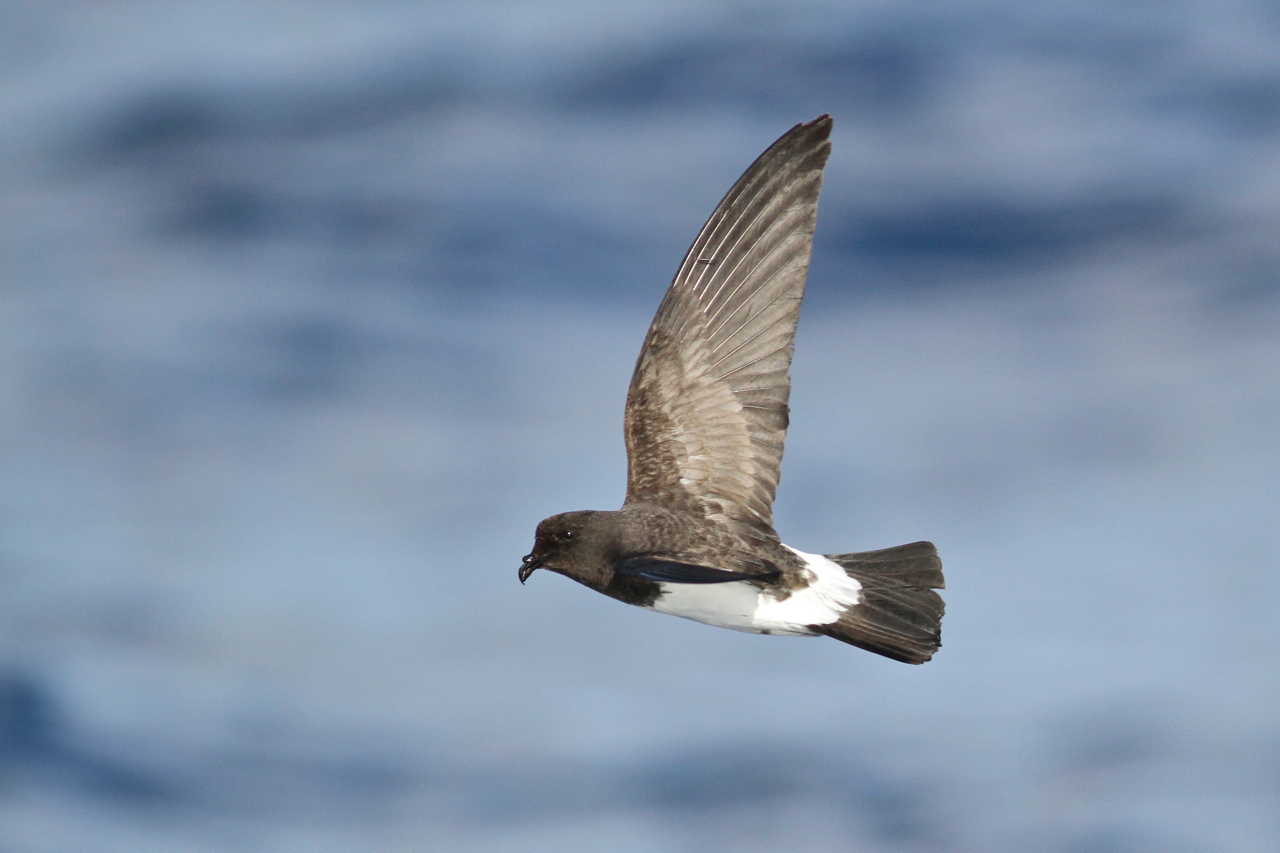
Weißbauch-Sturmschwalbe, F. grallaria

## Gattungen und Arten
- Gattung Oceanites
  - Buntfuß-Sturmschwalbe, O. oceanicus
  - Elliot-Sturmschwalbe, O. gracilis
  - Pincoyasturmschwalbe, O. pincoyae
- Gattung Garrodia
  - Graurücken-Sturmschwalbe, G. nereis
- Gattung Pelagodroma
  - Fregattensturmschwalbe, P. marina
- Gattung Fregetta
  - Weißbauch-Sturmschwalbe, F. grallaria
  - Neuseeländische Sturmschwalbe, F. maorianus
  - Schwarzbauch-Sturmschwalbe, F. tropica
  - Neukaledonien-Sturmschwalbe F. lineata
- Gattung Nesofregetta
  - Weißkehl-Sturmschwalbe, N. fuliginosa

## Gefährdung
Wie bei vielen anderen Seevogelarten besteht die Gefährdung der Sturmschwalben vor allem darin, dass das Habitat ihrer Brutinseln durch den Menschen direkt oder indirekt verändert wird. Auf zahlreichen Inseln sind jetzt Gelege und Jungvögel durch vom Menschen eingeführte Ratten oder Katzen gefährdet. Die Neuseeländische Sturmschwalbe, die als ausgestorben galt, wurde 2003 wiederentdeckt. Sie gilt aber weiterhin als vom Aussterben bedroht (Critically Endangered).

## Belege